# Кызылкая
Кызылкая — река в России, протекает в Кош-Агачском районе Республики Алтай.

## Этимология
Название этимологизируется из алт. Кызыл — красный и Кайа — скала, утёс. Кызыл-Кайа — букв. красная скала, утес.

## Описание
Истоки реки находятся на склонах горы Талтура. В верхнем течении река протекает через озеро Кольдуоюк и принимает в себя множество мелких ручьев и родников. Во время таянья снегов вода в реке мутно-бурого цвета, в остальное же время прозрачная. В среднем течении река протекает в каньоне и имеет цепь водопадов. В нижнем течении водоток активно разбирается на орошение пастбищ посредством сети искусственных арыков.

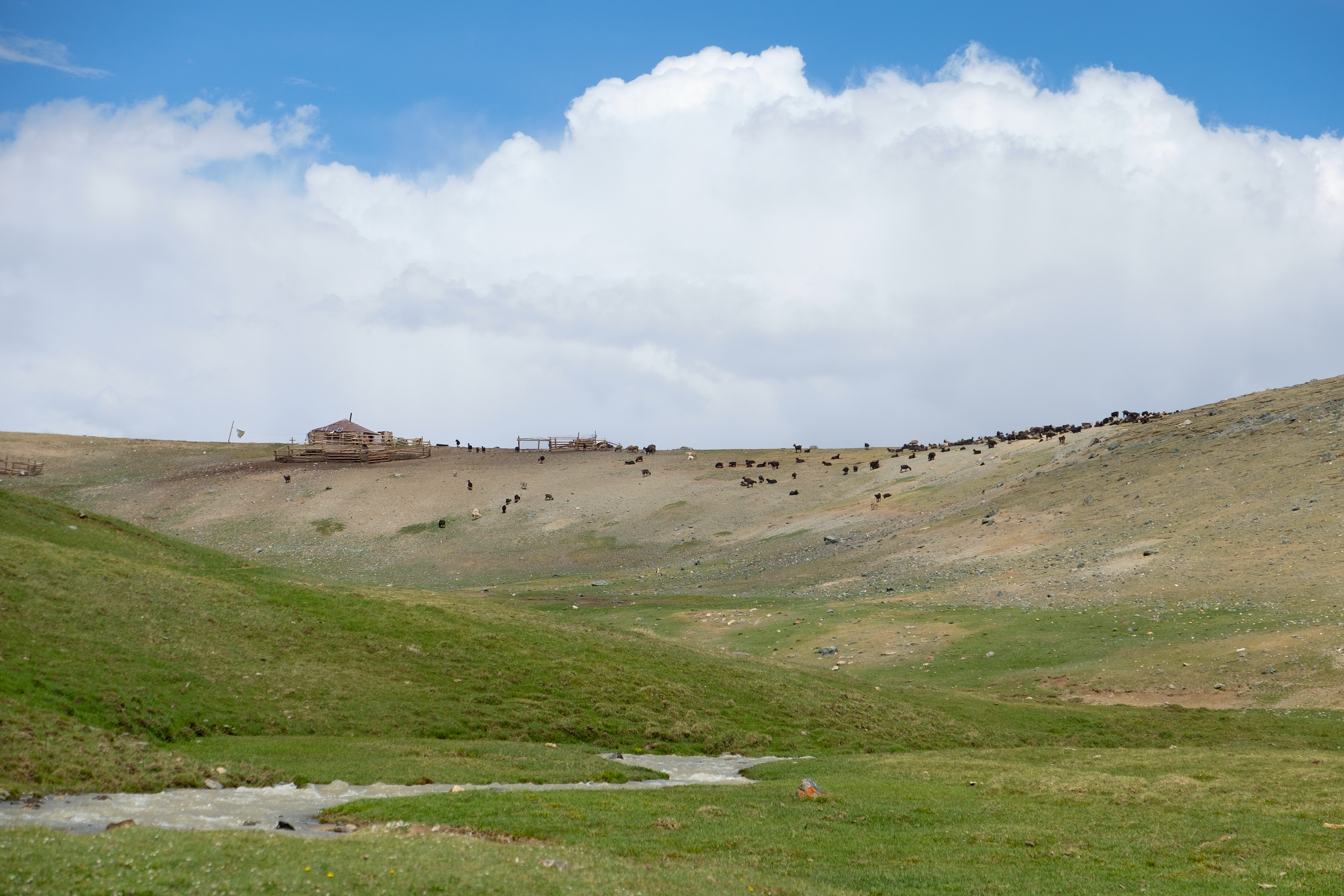
Верхнее течение реки
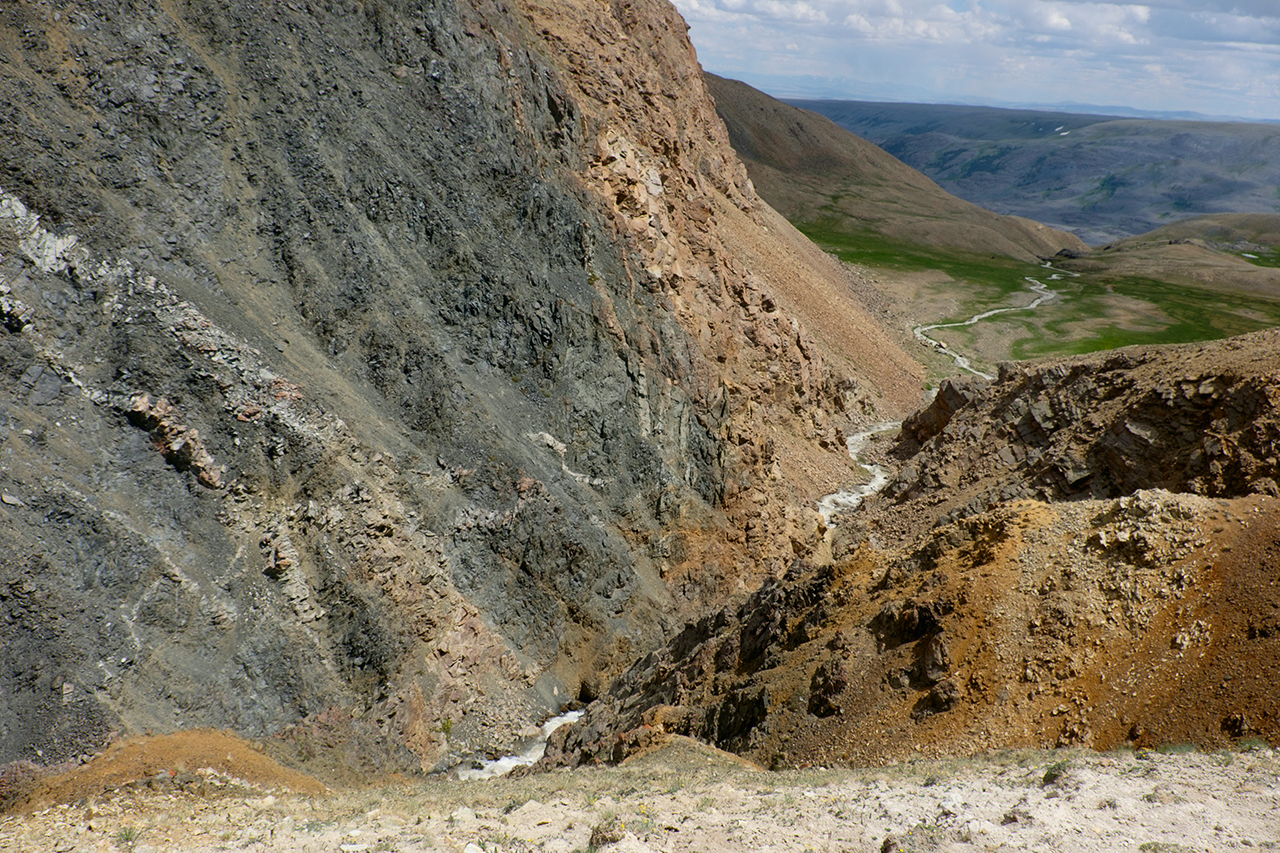
Нижнее течение